# Papa Bue's Viking Jazzband
Papa Bue's Viking Jazzband – duński zespół jazzowy, istniejący od 1956 roku, założony przez Arnego 'Papę Bue' Jensena. 
Aktualny skład grupy
- Arne Bue Jensen - trąbka,
- Jørn Jensen - pianino,
- Erik Andersen - klarnet,
- Ole Olsen - kontrabas,
- Joe Errington - trąbka i wokal,
- Thomas Christensen - tuba basowa.

Najbardziej znanym nagraniem zespołu jest utwór „The Olsen Gang”, skomponowany przez Benta Fabricius-Bjerre i stanowiący temat przewodni filmów z cyklu Gang Olsena.